# Olavius pellucidus
Olavius pellucidus är en ringmaskart som beskrevs av Erséus 1984. Olavius pellucidus ingår i släktet Olavius och familjen glattmaskar. Inga underarter finns listade i Catalogue of Life.